# Криваја (тврђава)
Криваја је тврђава источно од Шапца, код Добраве. Данас има остатака утврде.